# Ludo Martens

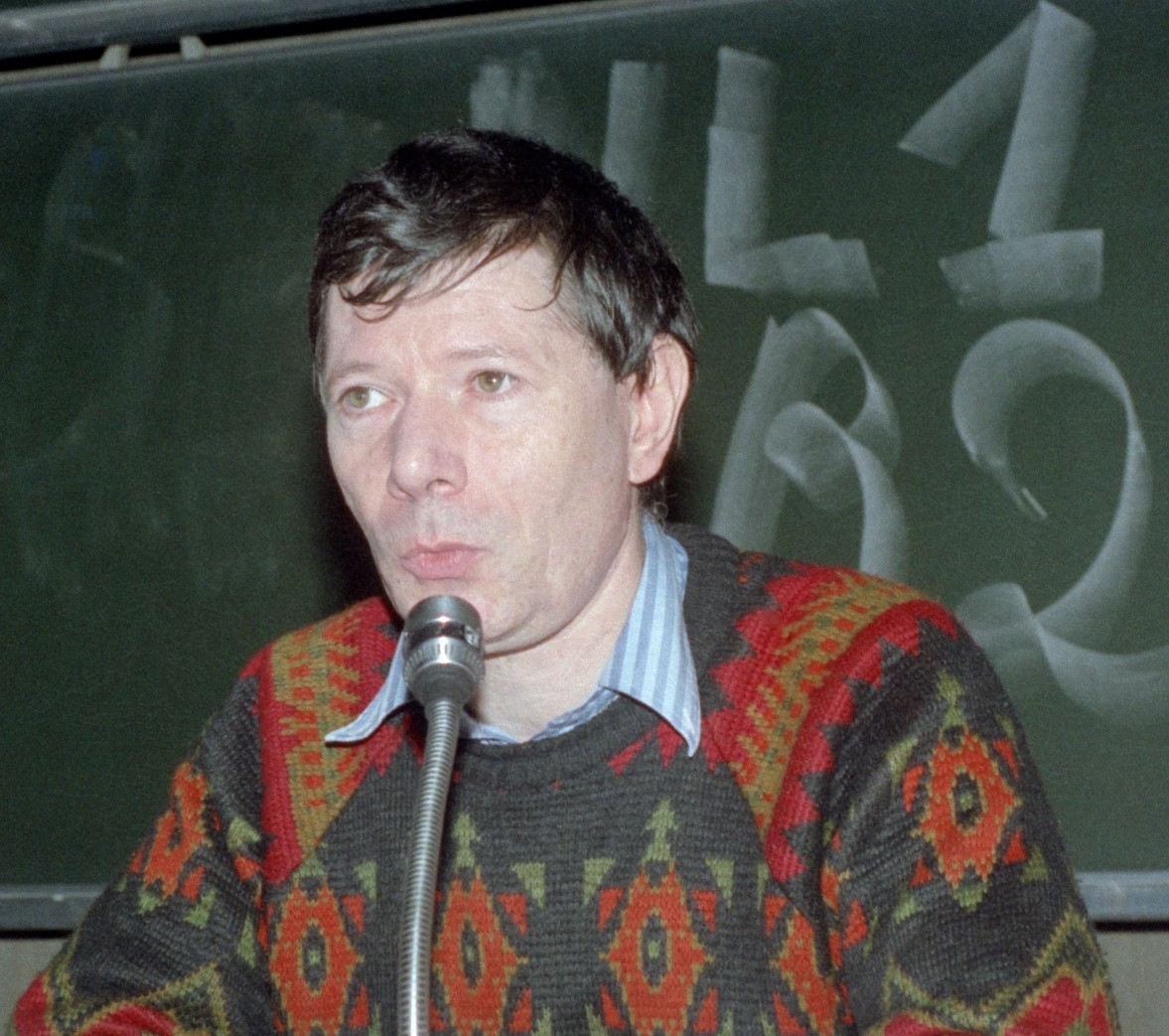
Ludo Martens

Ludo Martens (* 12. März 1946 in Torhout; † 5. Juni 2011) war ein belgischer stalinistischer Politiker und politischer Autor. Er war einer der Gründer und 1979 bis 2008 Präsident der kommunistischen Partij van de Arbeid (PVDA, französisch PTB).

## Leben
Martens studierte in den 1960er Jahren Medizin an der Universität Löwen und war 1967 in den Studentenrevolten aktiv, die die flämische Sprache an der Universität Löwen durchsetzen wollten und zur Aufspaltung der Universität führten (siehe Geschichte der Universität Löwen). Danach wandte er sich in der 68er-Bewegung  kommunistischen Strömungen zu, gab sein Medizinstudium auf und wurde politischer Aktivist in Vollzeit, der eine ganze Reihe von Büchern im linken politischen Spektrum publizierte. Politisch lehnte er die Reformen und Kompromisse der Sozialdemokraten ab und neigte radikalen Vorstellungen einer Umformung der Gesellschaft verbunden mit den Namen Mao und Stalin zu. Er war maßgeblich an der Gründung der linken Studentenvereinigung Studentenvakbeweging (SVB) im flämischen Norden beteiligt. Später wandte er sich gegen flämische nationalistische Strömungen und setzte sich für die über der flämisch-wallonischen Spaltung stehende Ausrichtung der PVDA (PTB) ein.
1970 war er an der Gründung der Mijnwerkersmacht (Macht der Bergarbeiter) beteiligt, danach der kommunistischen Amada (Alle macht aan de arbeiders) und 1979 der damals maoistisch orientierten PVDA (PTB), deren Vorsitzender er von 1979 bis 2008 war. Martens unterstützte den Kampf für Bürgerrechte in den USA und förderte die organisatorische Verbindung von Studenten und Arbeitern. Innerhalb der PTB setzte er sich für eine erfolgreiche Gesundheitsfürsorge-Organisation Médecine pour le Peuple (MPLP) ein. Er stand auch hinter der Organisation der Internationalen Kommunistischen Seminare in Brüssel, in denen er für eine Wiedervereinigung unterschiedlicher kommunistischer Strömungen (Sowjetunion, China, Albanien, Kuba, unabhängige Gruppen) unter marxistisch-leninistischem Dach eintrat. 1999 gab er die Leitung der PTB auf und war dann in den folgenden Jahren besonders in der Demokratischen Republik Kongo aktiv.
Er war von 1997 bis zu dessen Ermordung 2001 politischer Berater von Präsidenten Laurent-Désiré Kabila und schrieb eine Reihe von Büchern über die politische Situation in Afrika, wie über das Mobutu-Regime, Patrice Lumumba, Pierre Mulele und Kabila im Kongo und Bénéwendé Stanislas Sankara in Burkina Faso.
Martens war Vater zweier Kinder.

## Stalin-Buch
Martens’ Stalin-Verteidigung „Een andere kijk op Stalin“ / „Un autre regard sur Staline“ (deutsch: „Stalin – anders betrachtet“) wurde ins Englische, Spanische, Flämische, Russische und Deutsche übersetzt. Martens schildert darin Stalin als einen „rationalen und selbstkritischen“, „umsichtigen, klugen und vorausschauenden Staatsmann mit dem Blick auf die noch stattfindenden Klassenkämpfe in der damaligen UdSSR“, „der die Errungenschaften der Oktoberrevolution verteidigt und aufrechterhält“ und von Trotzki zu Unrecht als Bürokrat gescholten worden sei.
Die großen Hungersnöte infolge der Zwangskollektivierung der Landwirtschaft unter Stalin bezeichnete er als von den USA aufgegriffene faschistische Propaganda und Solschenizyn mit seinem Archipel Gulag als Sprachrohr der zu Recht von der stalinistischen Sowjetunion unterdrückten Zaristen, Bourgeoisie, Spekulanten, Kulaken, Zuhältern, Mafiosi und Wlassow-Anhängern.

## Schriften
- Ludo Martens und Kris Merckx: Dat was 1968. Antwerpen, 1978
- Pierre Mulele, ou, La seconde vie de Patrice Lumumba. Antwerpen, 1985 OCLC 23219832
- Tien jaar revolutie in Kongo. De strijd van Patrice Lumumba en Pierre Mulele. Antwerpen, 1988
- Ludo Martens und Hilde Meesters: Sankara, Compaoré et la révolution burkinabè. Antwerpen, 1989 (ISBN 2-87262-033-8)
- L’U.R.S.S. et la contre-révolution de velours. Antwerpen, 1991 (ISBN 2-87262-057-5) / De USSR en de fluwelen contra-revolutie. Antwerpen, 1994
- Abo: een vrouw in Kongo. Breda, 1992) / Abo: une femme du Congo. Antwerpen, 1992 (ISBN 2-87262-103-2)
- Een kwarteeuw mei 68, Antwerpen, 1993
- Een andere kijk op Stalin / Un autre regard sur Staline. Antwerpen, 1994 (ISBN 2-87262-081-8), Vorwort in deutscher Übersetzung, Deutsche Ausgabe, pdf
  - deutsch: Stalin anders betrachtet, Zambon-Verlag, Frankfurt 2013, ISBN 978-3-88975-200-0
- Kabila et la révolution congolaise: panafricanisme ou néocolonialisme?. Antwerpen, 2002 / Kabila et la révolution congolaise: panafricanisme ou néocolonialisme?. Antwerpen, 2002 (ISBN 2-87262-191-1)